# Aerofan
Aerofan fue una aerolínea española con licencia tipo A con sede en Madrid. Fue creada por Fernando González Sánchez en 1992 y en 2011 fue disuelta y transformada en un Centro de Formación Aeronáutico; Aerofan FTO, una organización de entrenamiento en vuelo que opera desde el Aeropuerto de Madrid-Cuatro Vientos en Madrid.

## Flota
Su flota incluye (en 2012) :
- FTO (Centro de Formación):
- 1 Cessna 152
- 3 Cessna 172
- 1 Cessna 172RG
- 1 Piper Seneca PA34
- 1 Cessna 310